# Gaudechart
Gaudechart ist eine französische Gemeinde mit 346 Einwohnern (Stand 1. Januar 2022) im Département Oise in der Region Hauts-de-France. Sie gehört zum Arrondissement Beauvais, zur Communauté de communes de la Picardie Verte und zum Kanton Grandvilliers. Die Bewohner nennen sich Gaudechartois(es).

## Geographie
Die Gemeinde Gaudechart liegt im Norden des Départements Oise, 24 Kilometer nordnordwestlich von Beauvaisis. Im Gemeindegebiet gibt es keine oberirdischen Fließgewässer. Niederschläge sickern in den kalkhaltigen Boden, Starkregen fließen über das Trockental Vallée Pierron in Richtung Süden zum Petit Thérain. Gaudechart bliegt der Bahnstrecke von Le Tréport nach Beauvais und besitzt einen Haltepunkt (Gare de Grez-Gaudechart) an der Gemeindegrenze zu Grez.

## Einwohner
| Jahr                       | 1962 | 1968 | 1975 | 1982 | 1990 | 1999 | 2006 | 2013 | 2021 |
| -------------------------- | ---- | ---- | ---- | ---- | ---- | ---- | ---- | ---- | ---- |
| Einwohner                  | 275  | 275  | 221  | 257  | 276  | 283  | 326  | 353  | 346  |
| Quellen: Cassini und INSEE |      |      |      |      |      |      |      |      |      |

## Sehenswürdigkeiten
- Kirche Notre-Dame-de-la-Nativité aus dem 16. Jahrhundert[1]
- Kloster der Schwestern des Heiligen Josef von Cluny

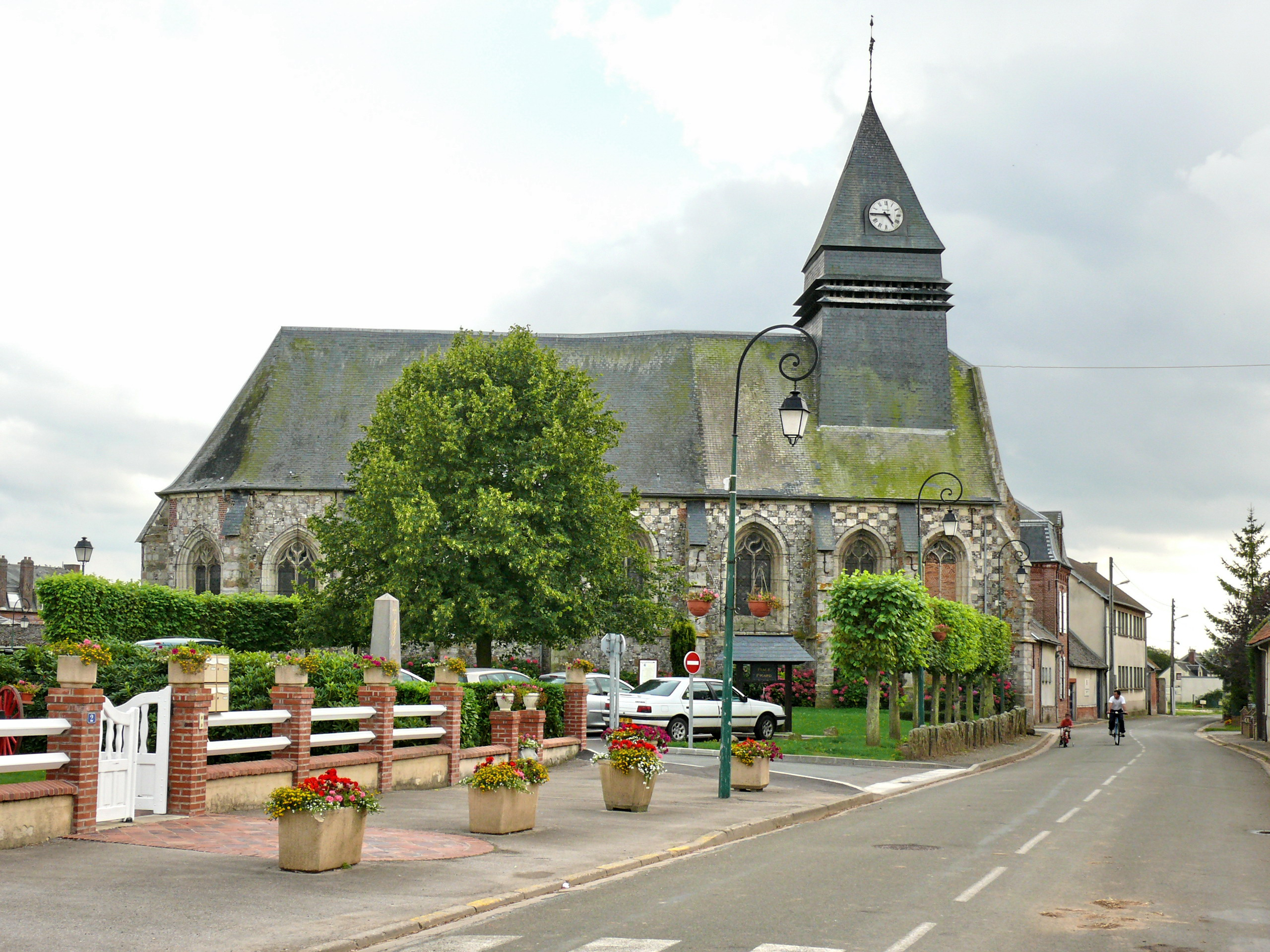
Kirche Notre-Dame-de-la-Nativité
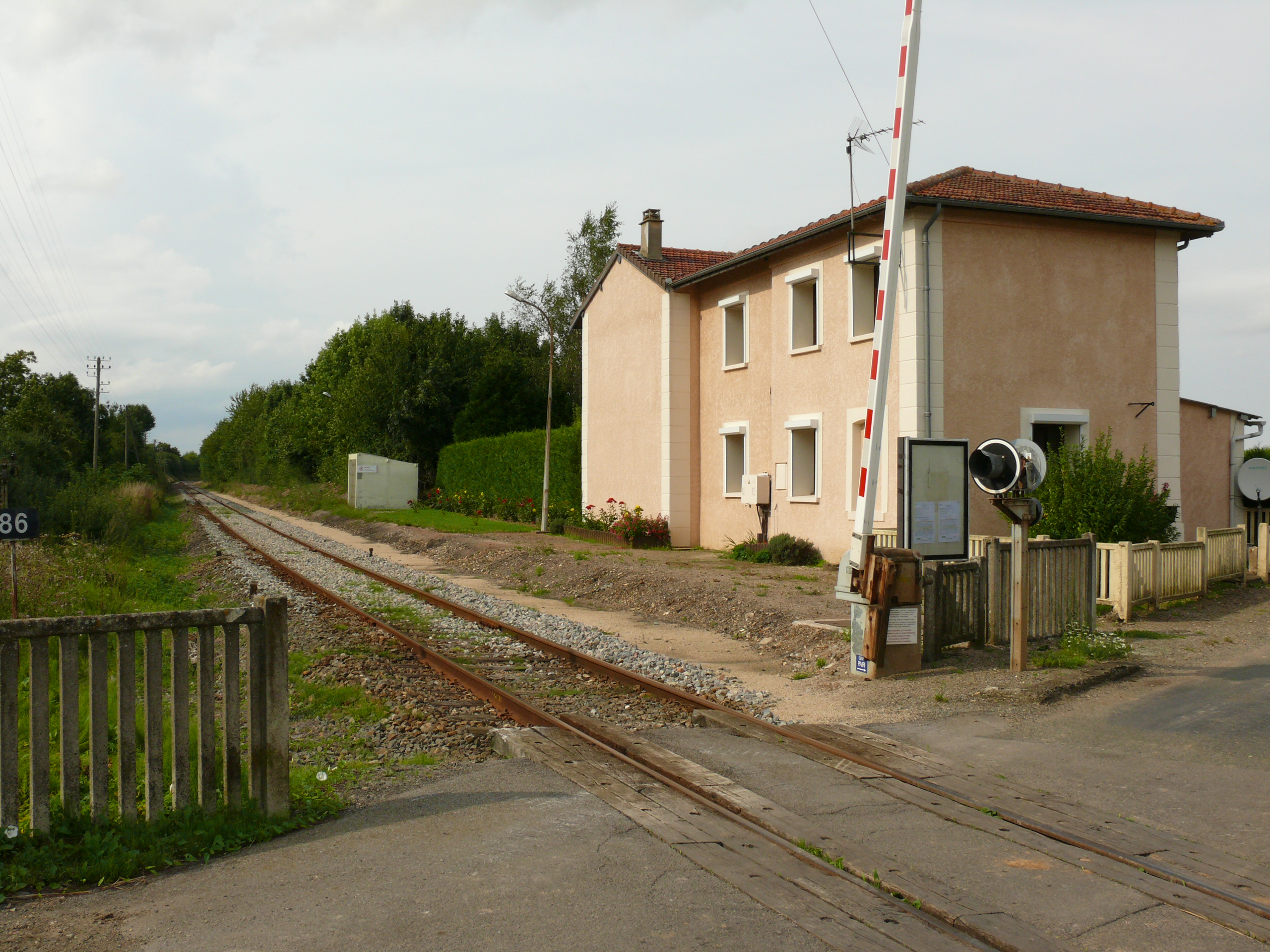
Ehemaliger Bahnhof Gaudechart